# Useless Island
Useless Island (englisch für Nutzlose Insel) ist eine 300 m lange, felsige Insel vor der Danco-Küste des Grahamlands im Norden der Antarktischen Halbinsel. In der Gerlache-Straße liegt sie 100 m östlich von Useful Island und westlich der Rongé-Insel.
Das UK Antarctic Place-Names Committee benannte sie 2017 in Anlehnung an die Benennung der westlich benachbarten, größeren „Schwesterinsel“.